# غابرييل هرنانديز ألونسو
غابرييل هرنانديز ألونسو (بالإسبانية: Gabriel Hernández) هو لاعب كرة قدم كولومبي في مركز الدفاع، ولد في 1942 في سواتشا في كولومبيا.

## وصلات خارجية
- غابرييل هرنانديز ألونسو على موقع أوليمبيديا (الإنجليزية)